# Mlhovina Pelikán

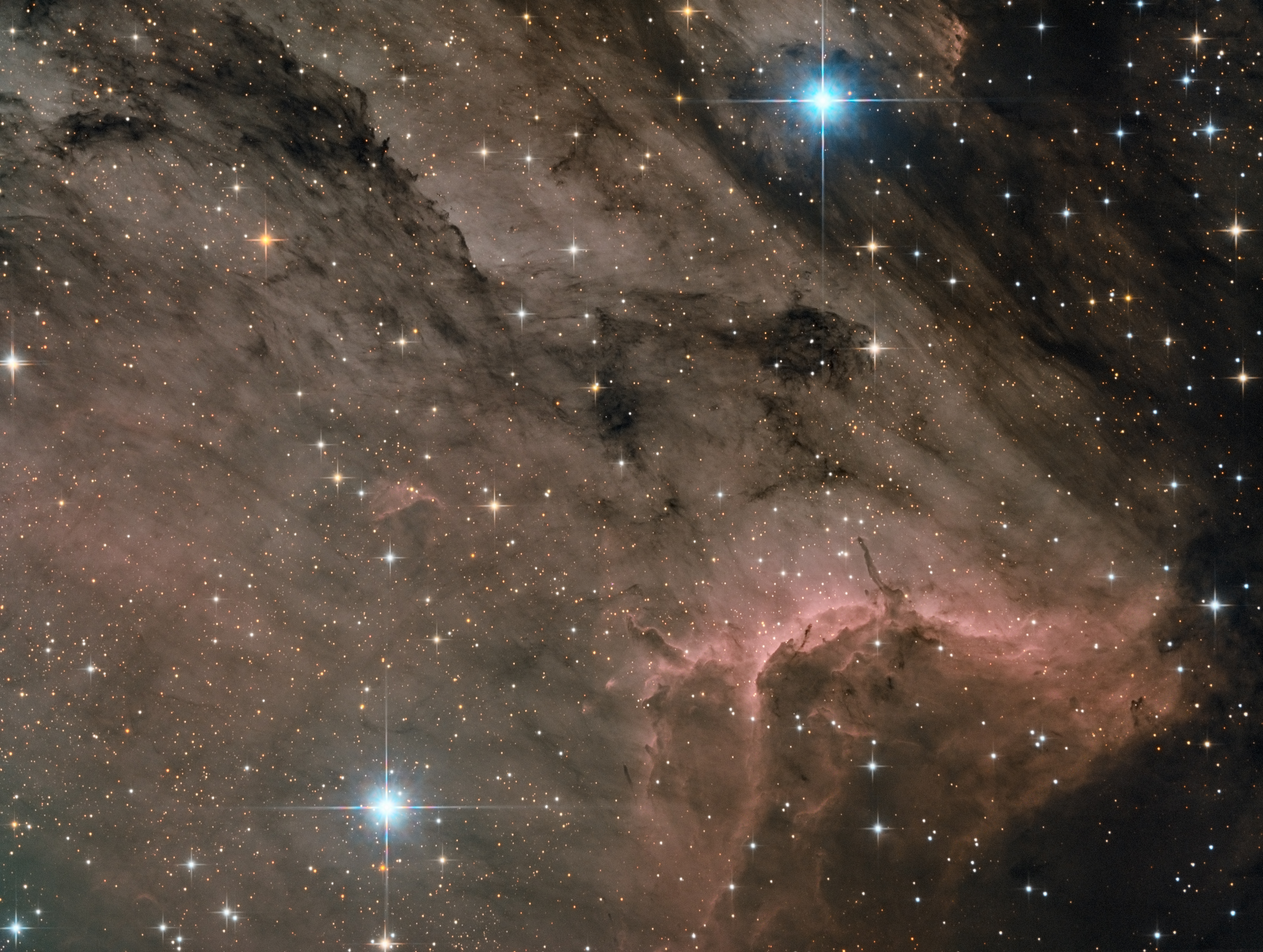
IC 5070 Pelikán - detail amatérským dalekohledem

Mlhovina Pelikán (také známá jako IC 5070 a IC 5067) je HII oblast, která se nachází blízko hvězdy Deneb (nejjasnější v souhvězdí Labutě) a spolu se sousední mlhovinou Severní Amerika tvoří jedno velké mezihvězdné mračno. Je snadno fotografovatelná. Její vzdálenost od Země se odhaduje na 600 ±50 parseků (1 956 ±163 světelných let).
Uvnitř mlhoviny probíhá tvorba hvězd, jak to dosvědčuje zejména přítomnost Herbigových-Harových objektů – tyto jevy se týkají především hvězd s malou a střední hmotností.

## Pozorování

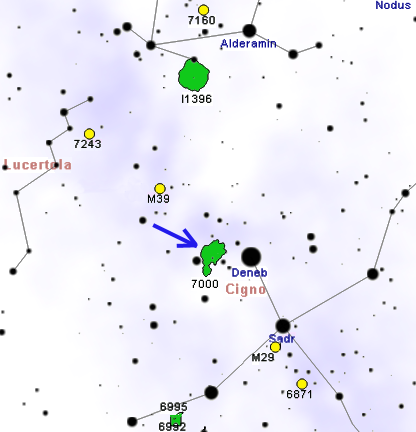
Poloha mlhoviny Severní Amerika a Pelikán v souhvězdí Labutě.

Mlhovina Pelikán, ačkoli je menší a méně nápadná než sousední mlhovina Severní Amerika, je jednoduše vyhledatelná amatérským dalekohledem méně než jeden stupeň jihozápadně od této mlhoviny, od které je oddělena temným pásem označovaným jako LDN 935. Fotografie provedené při velkém zvětšení ukazují v této mlhovině velké podrobnosti, i když se tím ztrácí celkový pohled na mlhovinu. I přes její velkou jasnost je mlhovina mimo dosah většiny triedrů, s výjimkou těch největších. Díky jejímu zvláštnímu tvaru patří mezi nejznámější a nejvíce fotografované mlhoviny severní oblohy. 
Mlhovina má střední severní deklinaci, proto je na velké části severní polokoule cirkumpolární, včetně měst jako je Paříž a Vídeň. Pro pozorovatele na severní polokouli je tedy její pozorování snadné, protože se obecně nachází vysoko nad obzorem a přímo v zenitu podél rovnoběžky 44° severní šířky. Naopak na jižní polokouli je viditelná pouze nízko nad severním obzorem a jižně od 46° jižní šířky není viditelná vůbec. Nejvhodnější období pro její pozorování na večerní obloze je od června do listopadu, i když v severních oblastech je toto období ještě delší.

## Vlastnosti

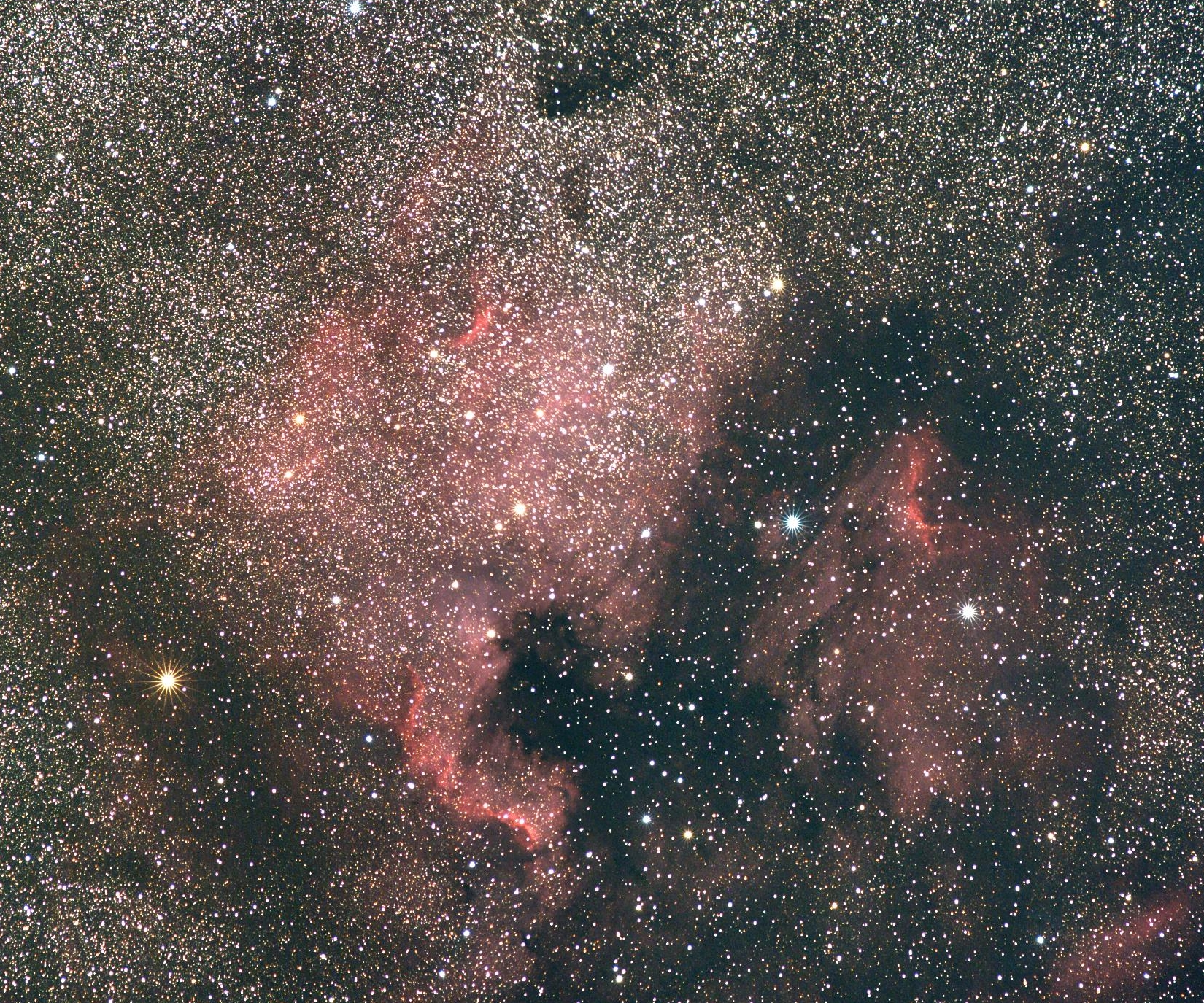
Mlhovina Severní Amerika (vlevo) a Pelikán (vpravo)

Tvar mlhoviny připomíná pelikána kvůli temnému oblaku, který mlhovinu ohraničuje na severní straně a tvaruje ji tak, že připomíná zobák pelikána. Z astronomického pohledu jde o emisní mlhovinu, která je často zkoumána kvůli tvorbě hvězd, která uvnitř mlhoviny probíhá. Kvůli silnému pohybu plynu v mlhovině se její tvar z astronomického hlediska poměrně rychle mění.
Mlhovina Pelikán a sousední mlhovina Severní Amerika spolu tvoří jedno velké mezihvězdné mračno ionizovaného vodíku, takzvanou HII oblast,
která se označuje jako W80, má rozlohu přibližně 3° a obsahuje rádiový zdroj DR 27. Hlavní člen zodpovědný za ionizaci plynu obou mlhovin se označuje jako 2MASS J205551.25+435224.6. Je to osamocený zdroj, který se nachází za tmavým pásem LDN 935, ale je dobře viditelný v blízkém infračerveném pásmu a jeho původcem je mladá modrá hvězda spektrální třídy O5V. Její poloha je zvláště zajímavá, neboť se nachází v přesném geometrickém středu této soustavy mlhovin.

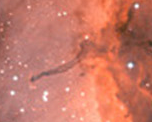
Oblast bipolárních výtrysků HH 555.

Oblast oblohy ve směru pohledu na mlhoviny Severní Amerika a Pelikán obsahuje velké množství mladých hvězdných objektů, což dokazuje přítomnost hvězd zářících v pásmu Hα, zvláště pak hvězd typu T Tauri, dále několik stovek zdrojů infračerveného záření
a také asi čtyřicet HH objektů.
Mezi těmito HH objekty v mlhovině Pelikán vyniká zejména HH 555, který je dobře viditelný v oblasti "krku" pelikána. HH 555 je bipolární výtrysk umístěný na vrcholu soustavy protažené do tvaru chobotu, která vystupuje z mraku a má výtrysky odchýlené směrem na západ, pravděpodobně kvůli rozpínání oblasti HII.

## Galerie obrázků

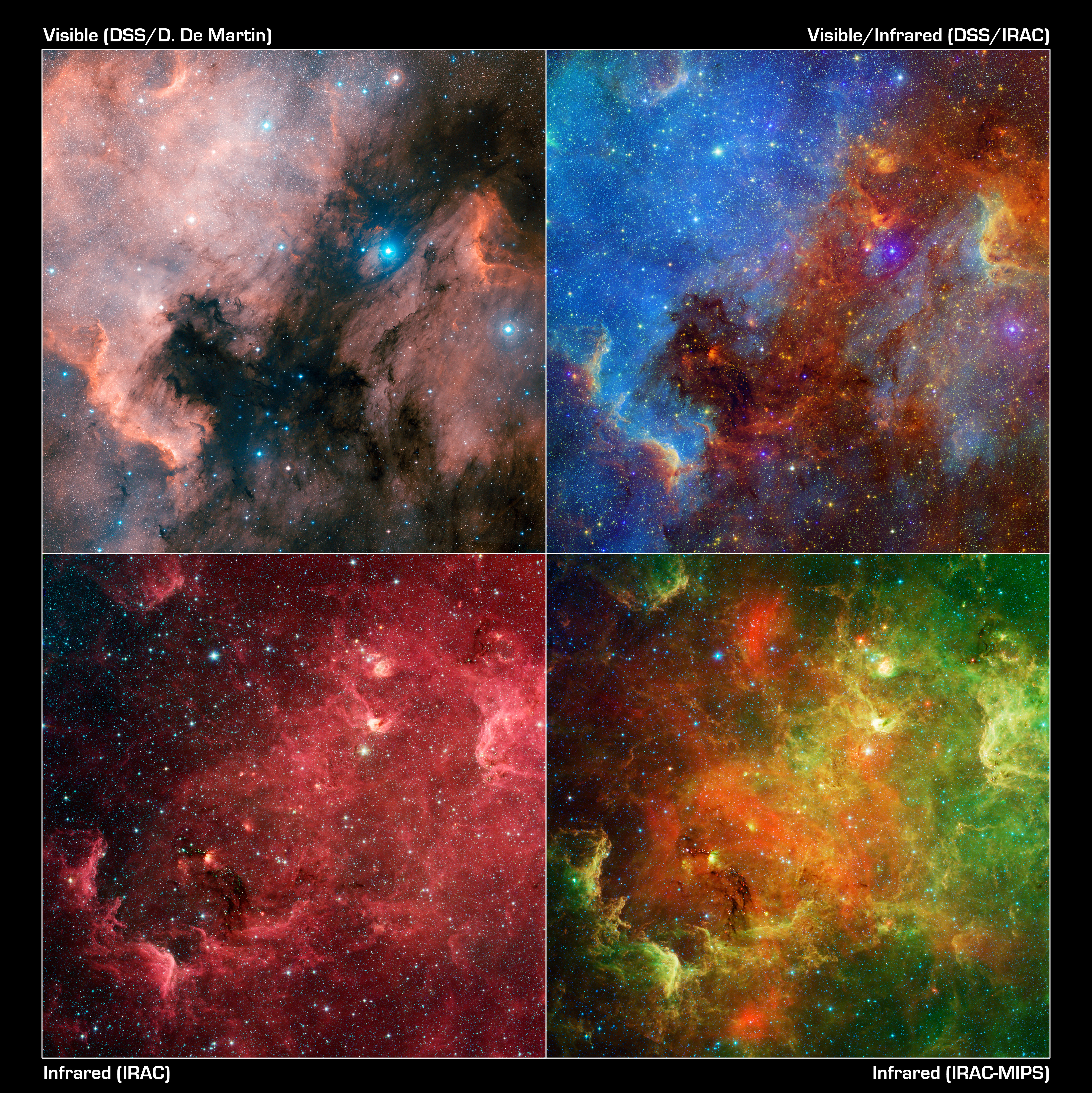
Obrázek ukazující výraznou změnu vzhledu mlhoviny při snímání ve viditelném nebo infračerveném spektru. Autor: Digitized Sky Survey/Spitzerův vesmírný dalekohled.
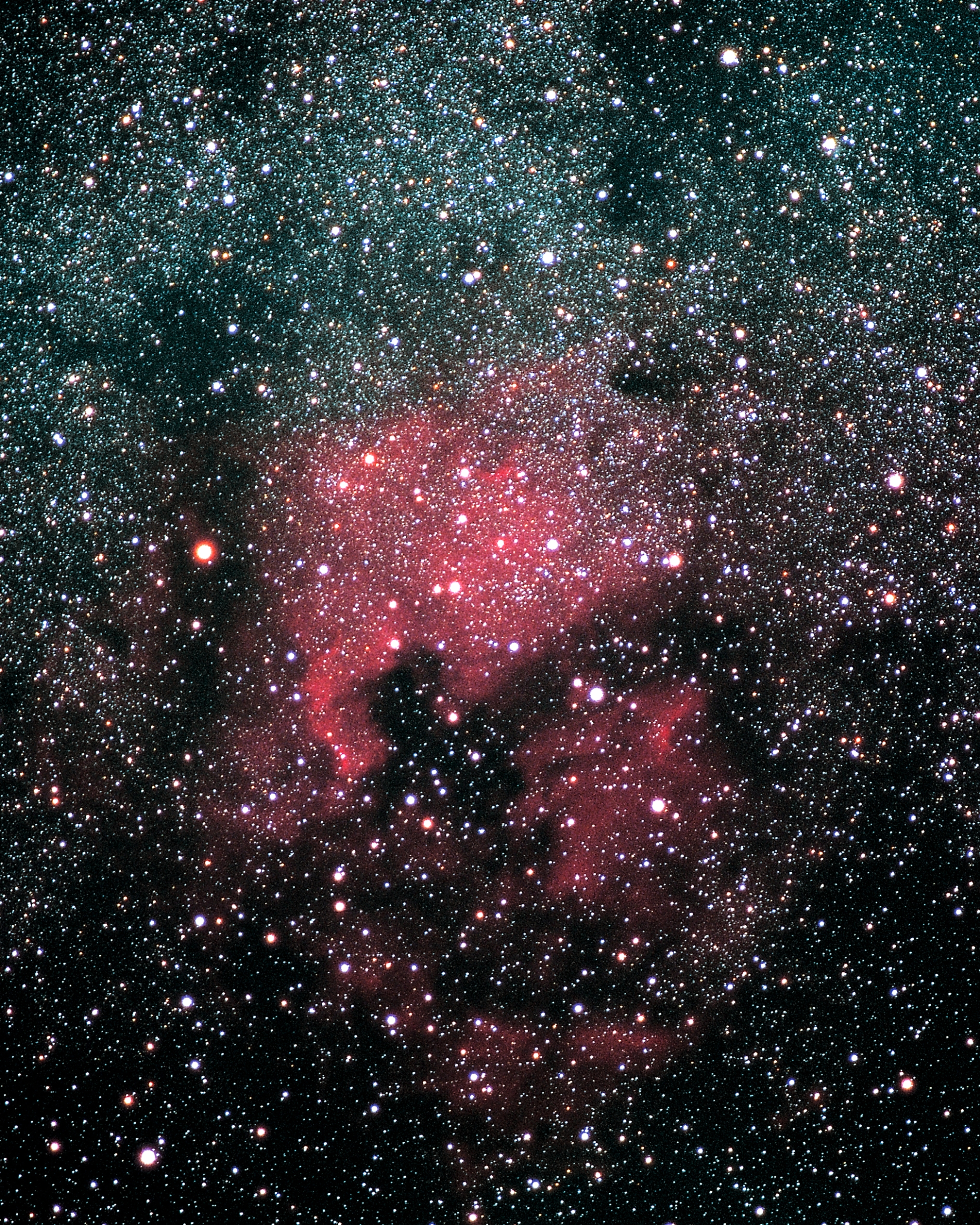
Širokoúhlý amatérský snímek mlhoviny. Autor: Luc Viatour / www.Lucnix.be
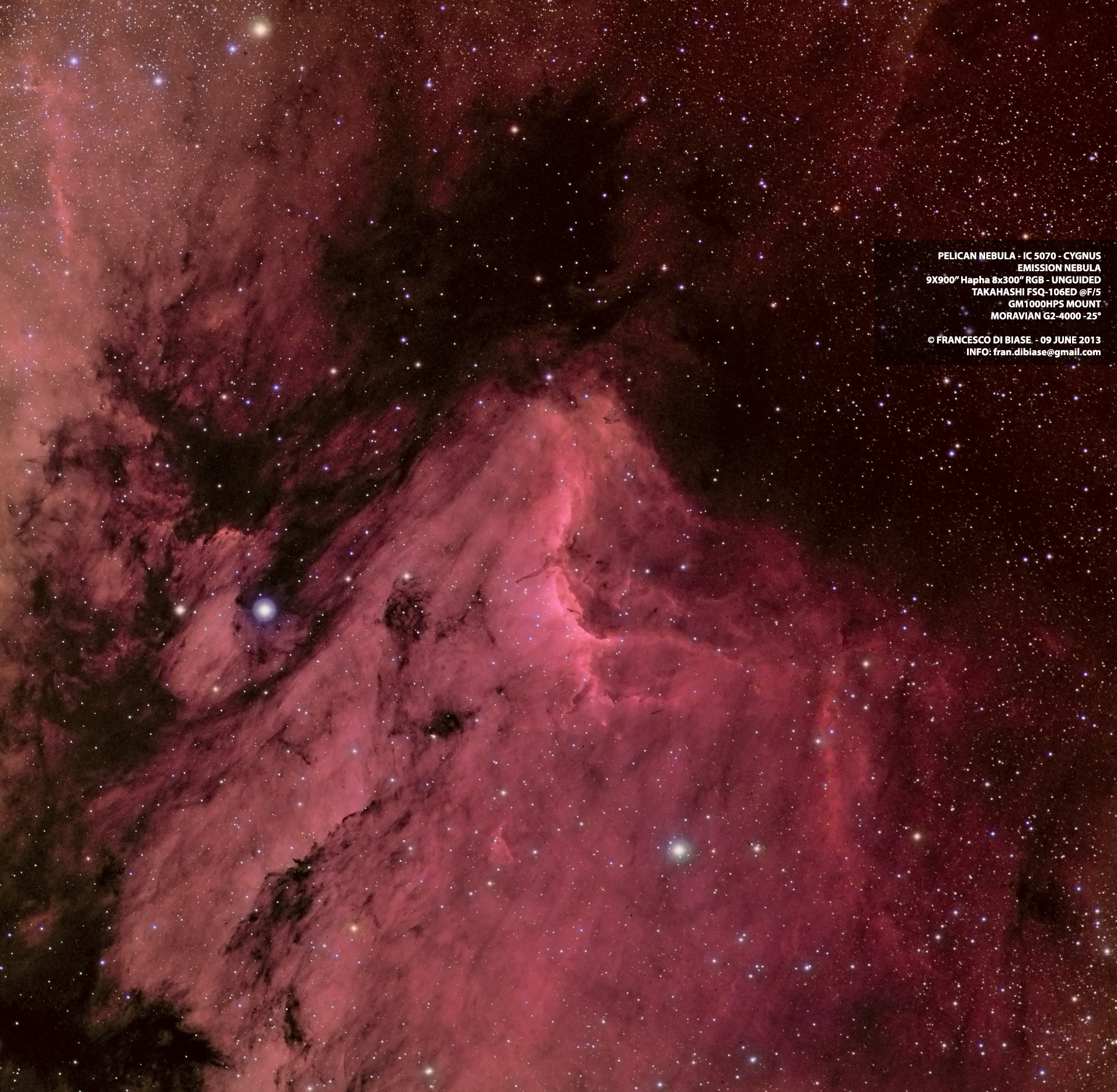
Amatérský snímek mlhoviny Pelikán. Autor: Francesco di Biase.

### Knihy
- Stephen James O'Meara. Deep Sky Companions: Hidden Treasures. [s.l.]: Cambridge University Press, 2007. Dostupné online. ISBN 0-521-83704-9. (anglicky)
- Reipurth, B.; Schneider, N. Star Formation and Young Clusters in Cygnus. S. 36. Handbook of Star Forming Regions, Volume I: The Northern Sky ASP Monograph Publications [online]. Prosinec 2008 [cit. 2016-08-10]. Čís. 4, s. 36. Dostupné online. Bibcode 2008hsf1.book...36R. (anglicky)

### Mapy hvězdné oblohy
- TIRION, RAPPAPORT, LOVI. Uranometria 2000.0 - Volume I - The Northern Hemisphere to -6°. Richmond, Virginia, USA: Willmann-Bell, inc., 1987. Dostupné online. ISBN 0-943396-14-X.
- TIRION, SINNOTT. Sky Atlas 2000.0. 2. vyd. Cambridge, USA: Cambridge University Press, 1998. ISBN 0-933346-90-5.
- TIRION. The Cambridge Star Atlas 2000.0. 3. vyd. Cambridge, USA: Cambridge University Press, 2001. Dostupné online. ISBN 0-521-80084-6.